# Cyprus op het Junior Eurovisiesongfestival
Cyprus nam voor het eerst deel aan het Junior Eurovisiesongfestival in 2003. Het heeft tot en met 2024 tien keer deelgenomen aan het evenement.

## Geschiedenis
De Cyprioten debuteerden als een van de eerste landen tijdens de eerste editie in 2003. Ze werden veertiende.
In 2004 was het land weer van de partij. Marios Tofi werd met het liedje Onira achtste. 
Cyprus zou aanvankelijk meedoen aan het Junior Eurovisiesongfestival 2005, maar werd kort van tevoren gediskwalificeerd. Het liedje wat de zangeres Rena Kiriakidi wilde inzenden bleek plagiaat te zijn. Het land mocht echter wel stemmen tijdens het festival.
In de jaren erna boekte Cyprus een achtste plaats in 2006 en een veertiende plaats in 2007. Cyprus had in 2007 al intentie getoond om het Junior Eurovisiesongfestival te organiseren, maar dat was niet gelukt: het festival ging dat jaar naar Rotterdam. In 2008 lukte het wel en zo mocht de Cypriotische act afreizen naar de stad Limasol. Het duo Elena Mannouri & Charis Savva werd echter tiende, terwijl Bzikebi uit Georgië won.
Zangeres Rafaella Costa mocht in 2009 voor Cyprus naar Kiev afreizen met haar liedje Thalassa, illos, areas, fotia. Het leek het land eindelijk eens een nieuw succesje op te leveren toen het van het eerste land bij de puntentelling, Zweden, 7 punten kreeg. De veelbelovende start kreeg echter geen vervolg; alle volgende landen gaven Cyprus nooit meer dan drie punten en zo eindigde Cyprus op een teleurstellende 11de plaats op dertien deelnemers.
Hierna besloot Cyprus om zich terug te trekken van het Junior Eurovisiesongfestival, vanwege de slechte resultaten. Echter kwam het land, samen met een aantal andere landen, terug op het Junior Eurovisiesongfestival van 2014. De Cypriotische inzending I pio omerfi mera werd de eerste inzending van het land die ook deels in het Engels werd gezongen. Zangeres Sophia Patsalides werd als een van de favorieten voor de eindoverwinning ingeschat, maar eindigde op een negende plaats. In 2015 trok Cyprus zich terug.
Na een jaar afwezigheid keerde Cyprus in 2016 terug. Het land eindigde op de voorlaatste plaats. In 2017 werd het land laatste met Nicole Nicolaou.
In 2024 keerde Cyprus na 6 jaar afwezigheid terug. Maria Pissarides verdedigde de landskleuren en behaalde een dertiende plaats.

## Lijst van Cypriotische deelnemers
| Jaar | Artiest                               | Lied                          | Plaats | Punten | Taal             |
| ---- | ------------------------------------- | ----------------------------- | ------ | ------ | ---------------- |
| 2003 | Theodora Rafti                        | Efhi                          | 14     | 16     | Grieks           |
| 2004 | Marios Tofi                           | Onira                         | 8      | 61     | Grieks           |
| 2006 | Luis Panagiotou & Christina Christofi | Agoria koritsia               | 8      | 58     | Grieks           |
| 2007 | Yiorgos Ioannides                     | I mousiki dinei ftera         | 14     | 29     | Grieks           |
| 2008 | Elena Mannouri & Charis Savva         | Gioypi gia                    | 10     | 46     | Grieks           |
| 2009 | Rafaella Costa                        | Thalassa, ilios, aeras, fotia | 11     | 32     | Grieks           |
| 2014 | Sophia Patsalides                     | I pio omorfi mera             | 9      | 69     | Grieks en Engels |
| 2016 | Giorgos Michailidis                   | Dance floor                   | 16     | 27     | Grieks en Engels |
| 2017 | Nicole Nicolaou                       | I wanna be a star             | 16     | 45     | Grieks en Engels |
| 2024 | Maria Pissarides                      | Crystal waters                | 13     | 60     | Grieks en Engels |
| 2025 |                                       |                               |        |        |                  |

| Kleur | Betekenis      |
| ----- | -------------- |
|       | Eerste plaats  |
|       | Tweede plaats  |
|       | Derde plaats   |
|       | Laatste plaats |
|       | Gastland       |

## Gegeven en gekregen punten
| Plaats | Land        | Punten |
| ------ | ----------- | ------ |
| 1      | Georgië     | 71     |
| 2      | Rusland     | 60     |
| 3      | Griekenland | 57     |
| 4      | Armenië     | 54     |
| 5      | Roemenië    | 47     |

| Plaats | Land        | Punten |
| ------ | ----------- | ------ |
| 1      | Griekenland | 60     |
| 2      | Armenië     | 17     |
| 2      | Rusland     | 17     |
| 4      | Nederland   | 16     |
| 4      | Wit-Rusland | 16     |
| 4      | Zweden      | 16     |

## Twaalf punten
(Een vetgedrukte editie betekent dat het land die editie won.)
| Aantal | Land        | Edities                            |
| ------ | ----------- | ---------------------------------- |
| 4      | Georgië     | 2008, 2016 (J), 2016 (K), 2024 (J) |
| 4      | Griekenland | 2003, 2004, 2005, 2006             |
| 3      | Armenië     | 2007, 2009, 2017 (J)               |
| 1      | Bulgarije   | 2014                               |

| Aantal | Land        | Edities                      |
| ------ | ----------- | ---------------------------- |
| 5      | Griekenland | 2003, 2004, 2006, 2007, 2008 |

## Festivals in Cyprus
| Jaar | Plaats  | Zaal                             | Presentatoren                    |
| ---- | ------- | -------------------------------- | -------------------------------- |
| 2008 | Limasol | Spyros Kyprianou Athletic Center | Alex Michael en Sophia Paraskeva |